# Judo vid olympiska sommarspelen 2012
Judo vid olympiska sommarspelen 2012 avgjordes mellan den 28 juli och 3 augusti 2012 i London i Storbritannien. Totalt delades 56 medaljer ut i 14 viktklasser (14 guld, 14 silver och 28 brons). Ryssland vann tre guldmedaljer, flest  av alla deltagande nationer.

## Medaljsammanfattning

### Damer
| Viktklass          | Guld                    | Silver                       | Brons                        |
| 48 kg Detaljer...  | Sarah Menezes Brasilien | Alina Dumitru Rumänien       | Éva Csernoviczki Ungern      |
| 48 kg Detaljer...  | Sarah Menezes Brasilien | Alina Dumitru Rumänien       | Charline van Snick Belgien   |
| 52 kg Detaljer...  | An Kum-Ae Nordkorea     | Yanet Bermoy Kuba            | Rosalba Forciniti Italien    |
| 52 kg Detaljer...  | An Kum-Ae Nordkorea     | Yanet Bermoy Kuba            | Priscilla Gneto Frankrike    |
| 57 kg Detaljer...  | Kaori Matsumoto Japan   | Corina Căprioriu Rumänien    | Marti Malloy USA             |
| 57 kg Detaljer...  | Kaori Matsumoto Japan   | Corina Căprioriu Rumänien    | Automne Pavia Frankrike      |
| 63 kg Detaljer...  | Urška Žolnir Slovenien  | Xu Lili Kina                 | Yoshie Ueno Japan            |
| 63 kg Detaljer...  | Urška Žolnir Slovenien  | Xu Lili Kina                 | Gévrise Émane Frankrike      |
| 70 kg Detaljer...  | Lucie Décosse Frankrike | Kerstin Thiele Tyskland      | Yuri Alvear Colombia         |
| 70 kg Detaljer...  | Lucie Décosse Frankrike | Kerstin Thiele Tyskland      | Edith Bosch Nederländerna    |
| 78 kg Detaljer...  | Kayla Harrison USA      | Gemma Gibbons Storbritannien | Audrey Tcheuméo Frankrike    |
| 78 kg Detaljer...  | Kayla Harrison USA      | Gemma Gibbons Storbritannien | Mayra Aguiar Brasilien       |
| +78 kg Detaljer... | Idalys Ortíz Kuba       | Mika Sugimoto Japan          | Karina Bryant Storbritannien |
| +78 kg Detaljer... | Idalys Ortíz Kuba       | Mika Sugimoto Japan          | Tong Wen Kina                |

### Herrar
| Viktklass           | Guld                           | Silver                            | Brons                           |
| 60 kg Detaljer...   | Arsen Galstjan Ryssland        | Hiroaki Hiraoka Japan             | Felipe Kitadai Brasilien        |
| 60 kg Detaljer...   | Arsen Galstjan Ryssland        | Hiroaki Hiraoka Japan             | Risjod Sobirov Uzbekistan       |
| 66 kg Detaljer...   | Lasja Sjavdatuasjvili Georgien | Miklós Ungvári Ungern             | Masashi Ebinuma Japan           |
| 66 kg Detaljer...   | Lasja Sjavdatuasjvili Georgien | Miklós Ungvári Ungern             | Cho Jun-Ho Sydkorea             |
| 73 kg Detaljer...   | Mansur Isajev Ryssland         | Riki Nakaya Japan                 | Nyam-Ochir Sainjargal Mongoliet |
| 73 kg Detaljer...   | Mansur Isajev Ryssland         | Riki Nakaya Japan                 | Ugo Legrand Frankrike           |
| 81 kg Detaljer...   | Kim Jae-Bum Sydkorea           | Ole Bischof Tyskland              | Ivan Nifontov Ryssland          |
| 81 kg Detaljer...   | Kim Jae-Bum Sydkorea           | Ole Bischof Tyskland              | Antoine Valois-Fortier Kanada   |
| 90 kg Detaljer...   | Song Dae-Nam Sydkorea          | Asley González Kuba               | Ilias Iliadis Grekland          |
| 90 kg Detaljer...   | Song Dae-Nam Sydkorea          | Asley González Kuba               | Masashi Nishiyama Japan         |
| 100 kg Detaljer...  | Tagir Chajbulajev Ryssland     | Naidangiin Tüvsjinbajar Mongoliet | Dimitri Peters Tyskland         |
| 100 kg Detaljer...  | Tagir Chajbulajev Ryssland     | Naidangiin Tüvsjinbajar Mongoliet | Henk Grol Nederländerna         |
| +100 kg Detaljer... | Teddy Riner Frankrike          | Aleksandr Michailine Ryssland     | Rafael Silva Brasilien          |
| +100 kg Detaljer... | Teddy Riner Frankrike          | Aleksandr Michailine Ryssland     | Andreas Tölzer Tyskland         |

Denna tabell: visa • redigera

## Medaljtabell
| Pl. | Nation         | Guld | Silver | Brons | Totalt |
| --- | -------------- | ---- | ------ | ----- | ------ |
| 1   | Ryssland       | 3    | 1      | 1     | 5      |
| 2   | Frankrike      | 2    | 0      | 5     | 7      |
| 3   | Sydkorea       | 2    | 0      | 1     | 3      |
| 4   | Japan          | 1    | 3      | 3     | 7      |
| 5   | Kuba           | 1    | 2      | 0     | 3      |
| 6   | Brasilien      | 1    | 0      | 3     | 4      |
| 7   | USA            | 1    | 0      | 1     | 2      |
| 8   | Georgien       | 1    | 0      | 0     | 1      |
| 8   | Nordkorea      | 1    | 0      | 0     | 1      |
| 8   | Slovenien      | 1    | 0      | 0     | 1      |
| 11  | Tyskland       | 0    | 2      | 2     | 4      |
| 12  | Rumänien       | 0    | 2      | 0     | 2      |
| 13  | Kina           | 0    | 1      | 1     | 2      |
| 13  | Storbritannien | 0    | 1      | 1     | 2      |
| 13  | Ungern         | 0    | 1      | 1     | 2      |
| 13  | Mongoliet      | 0    | 1      | 1     | 2      |
| 17  | Nederländerna  | 0    | 0      | 2     | 2      |
| 18  | Belgien        | 0    | 0      | 1     | 1      |
| 18  | Kanada         | 0    | 0      | 1     | 1      |
| 18  | Colombia       | 0    | 0      | 1     | 1      |
| 18  | Grekland       | 0    | 0      | 1     | 1      |
| 18  | Italien        | 0    | 0      | 1     | 1      |
| 18  | Uzbekistan     | 0    | 0      | 1     | 1      |
|     | Totalt         | 14   | 14     | 28    | 56     |